# Barbara Hanuš
Barbara Hanuš, slovenska pisateljica, profesorica slovenščine in pedagogike, višja knjižničarka * 14. januar 1960, Ljubljana.

## Življenjepis
Barbara Hanuš se je rodila leta 1960 v Ljubljani. Leta 1978 je maturirala na Poljanski gimnaziji v Ljubljani. Študirala je na Filozofski fakulteti, smer slovenščina – pedagogika, kjer je diplomirala junija leta 1983. Na Pedagoški akademiji v Ljubljani je vzporedno študirala knjižničarstvo. Leta 1983 se je zaposlila kot šolska pedagoginja na Osnovni šoli Karla Destovnika Kajuha v Ljubljani, kjer je že kot študentka delala kot prostovoljka. Naslednje leto je opravila strokovni izpit. Po osemletnem delu na osnovni šoli se je zaposlila na Srednji zdravstveni šoli in gimnaziji  na delovnem mestu šolske knjižničarke. Leta 1997 je zaključila magistrski študij slovenske književnosti. Zaposlena je bila na Osnovni šoli Livada v Ljubljani za polovični delovni čas, poleg tega pa honorarno dela kot zunanja urednica revije Ciciban. Je tudi lektorica slovenskega jezika v Banjaluki (Bosna in Hercegovina - Republika Srbska)

## Delo
Skozi življenje je delala na mestu profesorice slovenščine, šolske svetovalne delavke, učiteljice v podaljšanem bivanju in šolske knjižničarke na osnovni in srednji šoli ter pri izobraževanju odraslih.
Z referati o spodbujanju medkulturnega dialoga je septembra 2010 aktivno sodelovala na kongresu Mednarodne zveze za mladinsko književnost (IBBY) v Španiji, junija 2010 na strokovnem posvetovanju o slikanicah na Univerzi v Talinu in avgusta 2011 na evropski konferenci o branju v Belgiji.
Je avtorica beril in priročnikov za poučevanje književnosti za prvih pet razredov osnovne šole, avtorica Cicidojevih in Cicibanovih veselošolskih vprašalnikov, zgodb v slikah, slikopisov in didaktičnih nalog v obeh revijah. Prav tako pripravlja pedagoška gradiva za  Kinodvorov program  Kinobalon. V revijah Za starše, Šolska knjižnica, Knjižnica, Sodobna pedagogika,  Vzgoja in izobraževanje,  Šolski razgledi, Književni listi objavlja strokovne prispevke o branju in metodah poučevanja.

#### Slikanice in knjige za najmlajše
- Mali morski ježek in mala morska deklica (1998) (COBISS)
- O Jakobu in muci Mici - Rojstni dan (2009) (COBISS)
- O Jakobu in muci Mici - Novoletna smrečica (2010) (COBISS)
- Modri medvedek opazuje (2005) (COBISS)
- Modri medvedek spoznava barve in oblike (2006) (COBISS)
- Modri medvedek spoznava piše (2005) (COBISS)

#### Slovarji
- Moj slovar (2000) (COBISS)

#### Strokovna monografija
- Učiteljem na pot (1998) (COBISS)

## Nagrade
- Slikanica O Jakobu in muci Mici - Rojstni dan je bila nominirana za nagrado izvirna slovenska slikanica, uvrščena je v evropsko zbirko slikanic